# Собака Баскервилей (фильм, 1983)
«Собака Баскервилей» (англ. The Hound of the Baskervilles, 1983) — британский телевизионный художественный фильм Дугласа Хикокса по одноимённой повести Артура Конана Дойла, в ряде стран (в том числе в СССР) показанный в кинотеатрах.

## Сюжет
Шерлок Холмс с помощью доктора Ватсона расследует загадочную гибель сэра Чарльза Баскервиля.

## В ролях
- Иэн Ричардсон — Шерлок Холмс
- Дональд Черчилль[англ.] — доктор Ватсон
- Мартин Шоу — сэр Генри Баскервиль
- Николас Клей — Джек Стэплтон, Гуго Баскервиль, бородач
- Глинис Барбер[англ.] — Берил Стэплтон
- Денхольм Эллиотт — д-р Джеймс Мортимер
- Эдвард Джадд[англ.] — Бэрримор
- Элинор Брон — миссис Бэрримор
- Конни Бут — Лора Лайонс
- Брайан Блессид — Джеффри Лайонс
- Рональд Лейси — инспектор Лестрейд
- Дэвид Лэнгтон — сэр Чарльз Баскервиль

## Съёмочная группа
- Продюсер — Отто Плашкес (англ. Otto Plaschkes)
- Режиссёр — Дуглас Хикокс (англ. Douglas Hickox)
- Сценарист — Чарльз Эдвард Пог (англ. Charles Edward Pogue)
- Оператор — Ронни Тейлор (англ. Ronnie Taylor)
- Композитор — Майкл Дж. Льюис (англ. Michael J. Lewis)
- Художник по костюмам — Джули Харрис (англ. Julie Harris)
- Спецэффекты — Алан Уибли (англ. Alan Whibley)
- В советском кинопрокате фильм шёл в 1984 году[1]

## Саундтрек фильма
1. Titles (02:34)
2. Dark Mansion (01:54)
3. Rich Ancestry (03:18)
4. Growing Fear (03:06)
5. Dartmoor (03:00)
6. A lighter Moment from the Past (01:35)
7. More Anxiety (02:11)
8. Lento (00:59)
9. Not so pleasant after all (00:45)
10. Spirits of the Moor (02:14)
11. Aggressivo (04:10)
12. Fiddler on the Moor (03:20)
13. Apprehension (01:14)
14. Dark Times (01:37)
15. Lying in Wait (00:58)
16. Scary Night on the Moor (01:48)
17. Reflections (01:16)
18. Anxiety (01:36)
19. Hunt the Dog (02:25)
20. Spirit of Baskerville (03:46)
21. Reining at the Bit (00:58)
22. Chase across the Moor (03:08)
23. Finale (02:34)[2]